# Johannes Kunisch
Johannes Kunisch (né le 31 janvier 1937 à Berlin et mort le 2 mars 2015 à Bonn ) est un historien allemand. Il occupe des chaires d'histoire moderne aux universités de Francfort-sur-le-Main (1972-1976) et de Cologne (1976-2002). Grâce à ses publications, Kunisch devient l’un des principaux historiens allemands de l’époque moderne. Pendant des décennies, il étudie intensivement le roi de Prusse Frédéric II. Sa biographie largement acclamée, publiée en 2004, donne une impulsion durable à la recherche sur la Prusse.

## Biographie
Johannes Kunisch est issu d'une famille de la classe moyenne éduquée en Prusse. Il est le fils du professeur allemand munichois Hermann Kunisch (de). Il est diplômé du lycée Wittelsbach de Munich (de) en 1955. Kunisch a initialement l'intention de devenir marchand d'art. À la demande de son père, il n’a pas mis ce plan à exécution. Cependant, il continue à poursuivre son intérêt en tant que collectionneur d’art moderne tout au long de sa vie.
De 1957 à 1963, Kunisch étudie l'histoire, l'art et l'histoire du droit à l'Université Louis-et-Maximilien de Munich et à l'Université libre de Berlin. À Munich, il étudie avec Franz Schnabel, Johannes Spörl (de) et Hans Sedlmayr. À Berlin, ses professeurs universitaires sont Wilhelm Berges (de), Carl Hinrichs (de) et Hans Kauffmann (de). En 1963, il obtient son doctorat auprès de Johannes Spörl à Munich avec une thèse sur l'histoire de l'architecture médiévale du XIIe siècle. Kunisch est l'assistant de Friedrich Hermann Schubert (de) à l'Université de Kiel de 1963 à 1968 et à l'Université de Francfort-sur-le-Main de 1968 à 1972. De 1967 à 1969, il reçoit une bourse d'habilitation de la Fondation allemande pour la recherche pour un projet d'habilitation sur le maréchal autrichien Gideon von Laudon, pour lequel d'importantes études d'archives doivent être réalisées à Vienne. Cependant, le projet de « biographie complète » du maréchal Laudon ne voit jamais le jour. Kunisch reçoit son habilitation à l'été 1971 à Francfort sur le thème de la petite guerre et du système militaire de l'absolutisme éclairé.
Depuis 1972, il enseigne à l'Université de Francfort-sur-le-Main en tant que professeur H 2. En 1976, il est nommé professeur titulaire d'histoire médiévale et moderne à l'Université de Cologne. À Cologne, il succède à Ricardo Krebs (de), où il reste jusqu'à sa retraite en 2002. En 1975, il décline une offre de l'Université Philippe de Marbourg comme successeur de Gerhard Oestreich, ainsi qu'une offre de l'Université Frédéric-Alexandre d'Erlangen-Nuremberg comme successeur de Kurt Kluxen (de). Parmi ses étudiants figurent Hans-Wolfgang Bergerhausen (de), Franz Josef Burghardt (de), Johannes Burkhardt (de), Harm Klueting (de), Helmut Neuhaus, Andreas Pečar (de), Gorch Pieken, Michael Rohrschneider (de), Lothar Schilling (de), Anton Schindling (de), Michael Sikora (de) et Aloys Winterling (de).
En 1992/93, Kunisch est membre du sénat fondateur de l'Université de Potsdam et depuis 1997, il est membre à part entière de l'Académie des sciences de Rhénanie-du-Nord-Westphalie. Kunisch est membre de l'Association d'histoire constitutionnelle (de). Depuis 1974, il est co-éditeur de la nouvelle Zeitschrift für Historische Forschung (de). et est également rédacteur en chef des 29 premiers volumes. Le comité de rédaction de la revue opte pour un nouveau modèle de périodisation. Le Moyen Âge tardif est séparé des études médiévales traditionnelles et lié au début de la période moderne. La revue doit être consacrée à la « recherche sur la fin du Moyen Âge et le début de la période moderne ». Sous sa direction, le Zeitschrift für Historische Forschung devient ce qui est probablement la revue allemande de premier plan pour la fin du Moyen Âge et le début de la période moderne. Kunisch est l’un des premiers historiens à utiliser systématiquement le terme « période moderne ». Un essai Über den Epochencharakter der frühen Neuzeit de 1975 est considéré comme ayant donné l’impulsion à cette sous-discipline historique nouvellement en développement. Grâce à Kunisch, l'ouverture cohérente de la revue aux sujets des études culturelles est également réalisée. Depuis 1993, il est co-éditeur de la revue Der Staat et depuis 1991 rédacteur de la revue Forschungen zur Brandenburgischen und Preußischen Geschichte. Il fonde, pour le compte de la Commission historique prussienne, la série Quellen und Forschungen zur Brandenburgischen und Preußischen Geschichte. De 1988 à 2005, il est président de la Commission historique prussienne.
Ses intérêts académiques sont l’histoire de l’absolutisme en Saint-Empire, l’histoire de la Prusse au XVIIIe siècle et l’histoire du Moyen Âge, l'histoire militaire de la période moderne, la biographie historique et l'histoire de Frédéric le Grand. La thèse porte sur la chapelle double de Schwarz-Rheindorf et l'influence de Conrad III. et l'archevêque de Cologne, Arnold II de Wied (de), jette un œil à la construction du bâtiment. À l’aide de l’exemple d’une maison-chapelle de l’époque des Hohenstaufen, Kunisch tente « d’étendre la connaissance de l’histoire générale à partir de la recherche d’un héritage architectural ». Sa thèse est inhabituellement interdisciplinaire pour l’époque.
L’un des principaux objectifs de ses recherches est de « pénétrer intellectuellement l’État et la guerre ». Dans sa thèse d’habilitation, il s’interroge sur le lien entre les conflits d’État au XVIIIe siècle et la structure de l’État moderne. Sa thèse d’habilitation sert de point de départ à des travaux sur la « Petite Guerre », le « Miracle de la Maison de Brandebourg (de) » et les lois familiales des principautés dynastiques. En 1986, il publie un exposé complet sur l’absolutisme. Kunisch présente une interprétation révolutionnaire des rituels et des cérémonies du Taureau d'or. Il attire l’attention sur la « prééminence protocolaire » des électeurs et sur la hiérarchie des rangs, à laquelle les contemporains attribuent « la même importance [...] que les autres problèmes constitutionnels de l’empire ». Ce faisant, il donne de nouvelles impulsions à la recherche dans le domaine des études médiévales. Kunisch présente une édition en plusieurs volumes des écrits de Gerhard von Scharnhorst. En novembre 2000, Kunisch tient une conférence à Berlin à l'occasion du 300e anniversaire de l'accession au trône de la Maison de Brandebourg. Les articles sont publiés en 2002.
En 2004, Kunisch se fait connaître bien au-delà du monde professionnel grâce à une biographie complète et publiée à plusieurs reprises du roi de Prusse. La biographie est considérée comme un ouvrage de référence sur le roi de Prusse. Dans sa biographie, Kunisch prend également en compte en détail l'art. Des chapitres entiers sont consacrés au constructeur, au collectionneur d’art, à l’écrivain et au mécène général des arts et des sciences. Kunisch établit toujours un lien avec la biographie politique du roi de Prusse. La biographie est considérée comme son œuvre la plus importante. En 2008, il publie cinq essais qui abordent et développent certains aspects de sa biographie. En 2011, Kunisch a publié une brève introduction au souverain prussien Frédéric II.
Kunisch décède le 2 mars 2015 à l'âge de 78 ans et est enterré à Iffeldorf en Haute-Bavière.

## Publications
Une liste des publications est parue dans : Helmut Neuhaus, Barbara Stollberg-Rilinger (éd.) : Menschen und Strukturen in der Geschichte Alteuropas. Festschrift für Johannes Kunisch zur Vollendung seines 65. Lebensjahres, dargebracht von Schülern, Freunden und Kollegen (= Historische Forschungen. Vol. 73). Duncker & Humblot, Berlin et un. 2002,  (ISBN 3-428-10219-3), p. 451 et suivantes.
monographies
- Konrad III., Arnold von Wied und der Kapellenbau von Schwarzrheindorf (= Veröffentlichungen des Historischen Vereins für den Niederrhein, insbesondere das Alte Erzbistum Köln. Bd. 9,  (ISSN 0931-0096)). Schwann, Düsseldorf 1966.
- Feldmarschall Loudon. Jugend und erste Kriegsdienste (= Archiv für österreichische Geschichte (de). Bd. 128, 3). Böhlau, Wien u. a. 1972,  (ISBN 3-205-04408-8).
- Der kleine Krieg. Studien zum Heerwesen des Absolutismus (= Frankfurter historische Abhandlungen. FHA. Bd. 4,  (ISSN 0170-3226)). Steiner, Wiesbaden 1973, (Zugleich: Frankfurt am Main, Universität, Habilitations-Schrift, 1971).
- Das Mirakel des Hauses Brandenburg. Studien zum Verhältnis von Kabinettspolitik und Kriegführung im Zeitalter des Siebenjährigen Krieges. Oldenbourg, München u. a. 1978,  (ISBN 3-486-48481-8).
- Staatsverfassung und Mächtepolitik. Zur Genese von Staatenkonflikten im Zeitalter des Absolutismus (= Historische Forschungen. Bd. 15). Duncker & Humblot, Berlin 1979,  (ISBN 3-428-04526-2).
- Absolutismus. Europäische Geschichte vom Westfälischen Frieden bis zur Krise des Ancien Régime (= UTB, Bd. 1426). Vandenhoeck & Ruprecht, Göttingen 1986,  (ISBN 3-525-03209-9); 2., überarbeitete Auflage 1999,  (ISBN 3-8252-1426-5).
- Fürst, Gesellschaft, Krieg. Studien zur bellizistischen Disposition des absoluten Fürstenstaates. Böhlau, Köln u. a. 1992,  (ISBN 3-412-03091-0).
- Loudons Nachruhm. Die Geschichte einer Sinnstiftung (= Nordrhein-Westfälische Akademie der Wissenschaften. Vorträge. G, Geisteswissenschaften. Bd. 359). Westdeutscher Verlag, Opladen u. a. 1999,  (ISBN 3-531-07359-1), DOI 10.1007/978-3-322-88515-9.
- Friedrich der Große und die preußische Königskrönung von 1701 (= Nordrhein-Westfälische Akademie der Wissenschaften. Vorträge. G, Geisteswissenschaften. Bd. 381). Schöningh, Paderborn u. a. 2002,  (ISBN 3-506-71480-5).
- Friedrich der Große. Der König und seine Zeit. C. H. Beck, München 2004,  (ISBN 3-406-52209-2).
- Friedrich der Große in seiner Zeit. Essays. C. H. Beck, München 2008,  (ISBN 978-3-406-56282-2).

rédactions
- Der dynastische Fürstenstaat. Zur Bedeutung von Sukzessionsordnungen für die Entstehung des frühmodernen Staates (= Historische Forschungen. Bd. 21). Duncker & Humblot, Berlin 1982,  (ISBN 3-428-05106-8).
- Expansion und Gleichgewicht. Studien zur europäischen Mächtepolitik des ancien régime (= Zeitschrift für Historische Forschung (de). Beiheft. 2). Duncker & Humblot, Berlin 1986,  (ISBN 3-428-06065-2).
- Prinz Eugen von Savoyen und seine Zeit. Eine Ploetz-Biographie. Ploetz, Freiburg (Breisgau) u. a. 1986,  (ISBN 3-87640-194-1).
- Staatsverfassung und Heeresverfassung in der europäischen Geschichte der frühen Neuzeit (= Historische Forschungen. Bd. 28). Duncker & Humblot, Berlin 1986,  (ISBN 3-428-05964-6).
- Neue Studien zur frühneuzeitlichen Reichsgeschichte (= Zeitschrift für historische Forschung. Beiheft. 3). Duncker & Humblot, Berlin 1987,  (ISBN 3-428-06193-4).
- Analecta Fridericiana (= Zeitschrift für historische Forschung. Beiheft. 4). Duncker & Humblot, Berlin 1987,  (ISBN 3-428-06337-6).
- Persönlichkeiten im Umkreis Friedrichs des Großen (= Neue Forschungen zur brandenburg-preußischen Geschichte. Bd. 9). Böhlau, Köln u. a. 1988,  (ISBN 3-412-12588-1).
- Spätzeit. Studien zu den Problemen eines historischen Epochenbegriffs (= Historische Forschungen. Bd. 42). Duncker & Humblot, Berlin 1990,  (ISBN 3-428-06905-6).
- Bismarck und seine Zeit (= Forschungen zur Brandenburgischen und Preußischen Geschichte. Beiheft. NF Bd. 1). Duncker & Humblot, Berlin 1992,  (ISBN 3-428-07314-2).
- Aufklärung und Kriegserfahrung. Klassische Zeitzeugen zum Siebenjährigen Krieg (= Bibliothek der Geschichte und Politik. Bd. 9 = Bibliothek deutscher Klassiker. Bd. 131). Deutscher Klassiker-Verlag, Frankfurt am Main 1996,  (ISBN 3-618-66695-0).
- Neue Studien zur frühneuzeitlichen Reichsgeschichte (= Zeitschrift für historische Forschung. Beiheft. 19). Duncker & Humblot, Berlin 1997,  (ISBN 3-428-09096-9).
- mit Herfried Münkler: Die Wiedergeburt des Krieges aus dem Geist der Revolution. Studien zum bellizistischen Diskurs des ausgehenden 18. und beginnenden 19. Jahrhunderts (= Beiträge zur politischen Wissenschaft. BPW. Bd. 110). Duncker & Humblot, Berlin 1999,  (ISBN 3-428-09577-4).
- Dreihundert Jahre Preußische Königskrönung. Eine Tagungsdokumentation (= Forschungen zur Brandenburgischen und Preußischen Geschichte. Beiheft. NF Bd. 6). Duncker & Humblot, Berlin 2002,  (ISBN 3-428-10796-9).